# Onze de Setembre (metropolitana di Barcellona)
Onze de Setembre è una stazione della Linea 9 Nord e della Linea 10 della metropolitana di Barcellona. È situata nel quartiere di Sant Andreu de Palomar (distretto di Sant Andreu) all'incrocio tra la Rambla d'Onze de Setembre e Carrer Virgili. L'accesso alla stazione è possibile solo tramite scale mobili o ascensore. Fino all'apertura di questa stazione, l'area era scarsamente servita dal trasporto pubblico.
La previsione di apertura iniziale era fissata per l'anno 2004, in seguito posticipata al 2008 ma per i ritardi accumulati nella realizzazione dei lavori l'inaugurazione effettiva avvenne il 18 aprile 2010

## Accessi
- Rambla d'Onze de Setembre - Carrer Virgili

## Galleria d'immagini

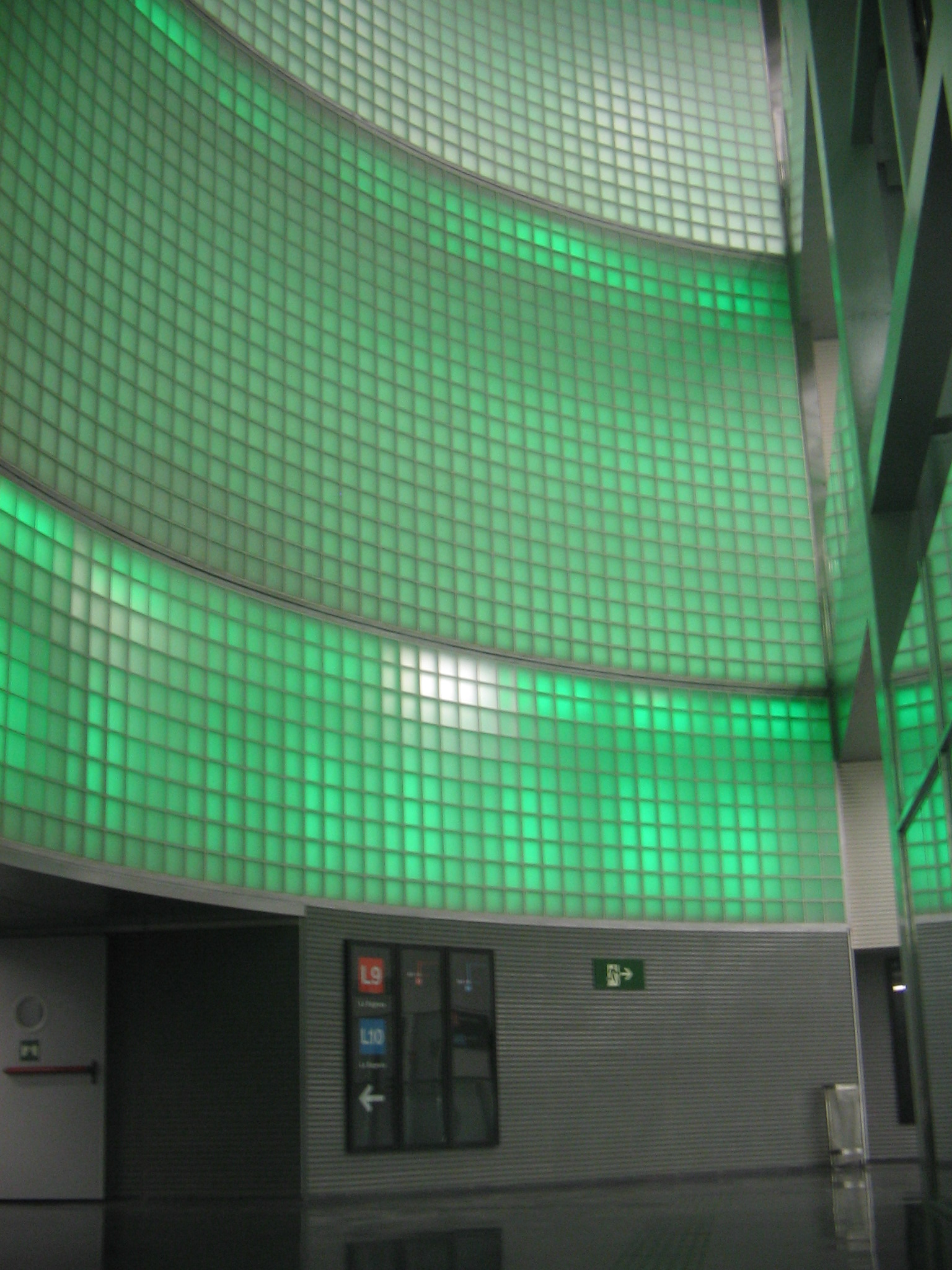
Marciapiede nella direzione La Sagrera
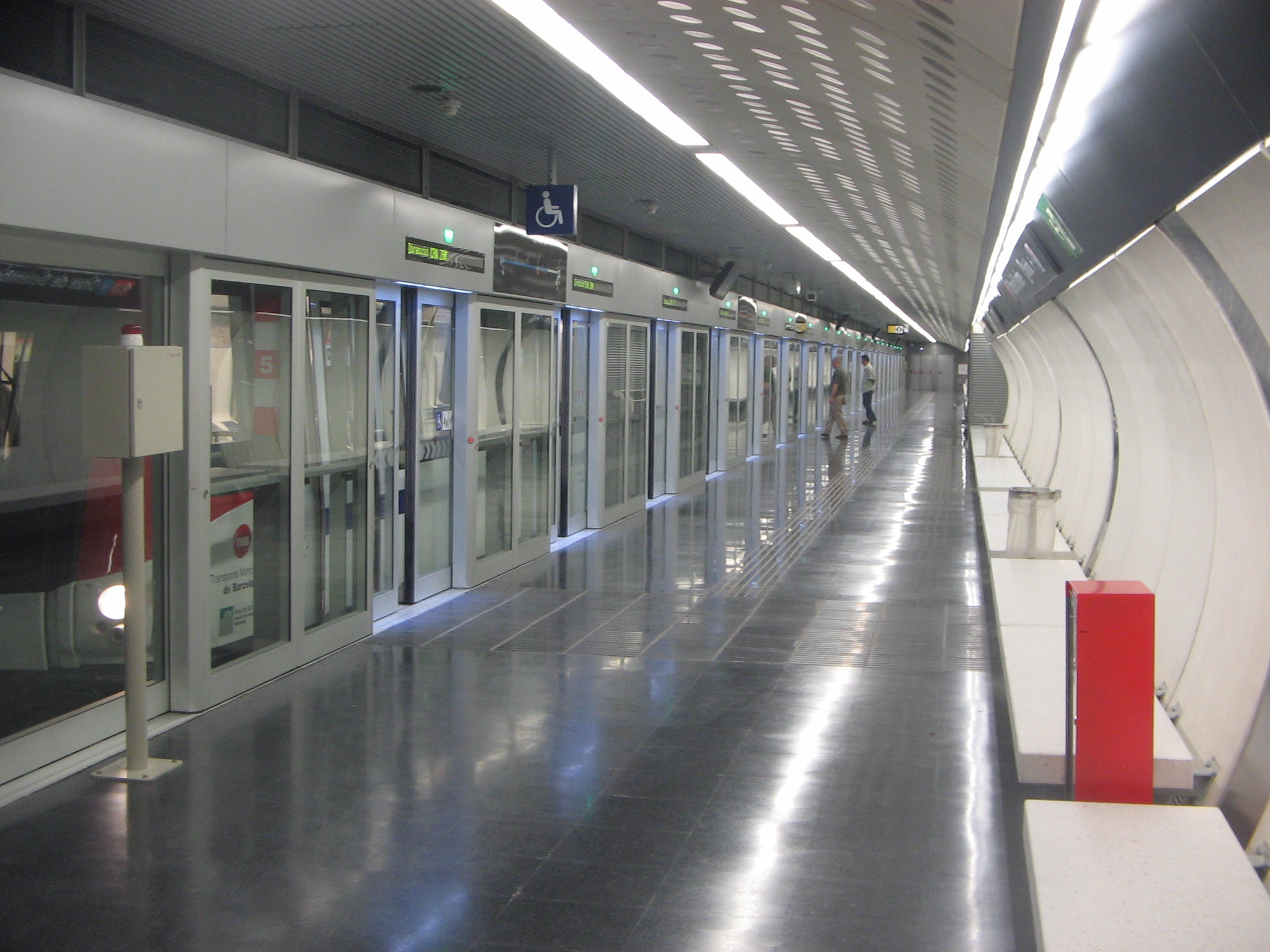
Marciapiede nelle direzione Can Zam/Gorg.